# Glossocardia josephinae
Glossocardia josephinae là một loài thực vật có hoa trong họ Cúc. Loài này được Veldkamp & Kreffer mô tả khoa học đầu tiên năm 1991.